# Éléonore d'Anhalt-Zerbst
Éléonore d'Anhalt-Zerbst (10 novembre 1608, à Zerbst - 2 novembre 1681, au château d'Østerholm, Sønderborg) est une membre de la Maison d'Ascanie, princesse d'Anhalt-Zerbst par naissance et par mariage duchesse de Schleswig-Holstein-Sonderburg-Norburg.

## Biographie
Éléonore est une fille du prince Rodolphe d'Anhalt-Zerbst (1576-1621) de son premier mariage avec Dorothée-Hedwige de Brunswick-Wolfenbüttel (1587-1609), fille du duc Henri-Jules de Brunswick-Wolfenbüttel.
Elle épouse le 15 février 1632 à Norbourg le duc Frédéric de Schleswig-Holstein-Sonderburg-Norbourg (1581-1658). Elle est sa deuxième épouse. La cour ducale en Nordborg a maigres ressources financières et les enfants d’Éléonore ont à faire carrière ailleurs. Le théologien Christoph Wilhelm Megander est son confesseur à partir de 1653. Pendant le règne de son beau-fils Jean Bogislaw, le duché connait une faillite et le fief est résilié par le Danemark.
Éléonore est morte en 1681 au château d'Østerholm à Als, et est enterré à côté de son mari.

## Descendance
De son mariage Eleanor a les enfants suivants:
- Élisabeth-Julienne de Schleswig-Holstein-Sonderbourg-Norbourg (24 juin 1633 - 4 février 1704, Wolfenbüttel); mariée le 17 août 1656, à Antoine-Ulrich de Brunswick-Wolfenbüttel (1633-1714).
- Dorothée Hedwige (18 avril 1636 - 23 septembre 1692, Gandersheim); Abbesse de Gandersheim (1665-78), elle se convertit au Catholicisme et se marie le 7 juin 1678 à Christophe de Rantzau-Hohenfeld.
- Christian Auguste (30 avril 1639 - 1687); Amiral anglais
- Louise Amöne (15 janvier 1642 - 4 juin 1685); mariée le 28 août 1665 à Jean Frédéric de Hohenlohe-Neuenstein-Öhringen (1617-1702).
- Rodolphe Frédéric (27 septembre 1645 - 14 novembre 1688); marié le 10 juin 1680 à Bibiane de Promnitz (8 août 1649 - 19 août 1685); leur fille épouse Auguste-Guillaume de Brunswick-Wolfenbüttel.

## Sources
- Auguste B. Michaelis, Julius Wilhelm Hamberger: Einleitung zu einer volständigen Geschichte der Coire - und Fürstlichen Häuser dans Teutschland, Meyer, 1760, p. 587
- Hans Nicolai Andreas Jensen: Versuch einer kirchlichen Statistik des Herzogthums Schleswig, vol. 2, de Kastrup, 1841, p. 1636